# Камиј Талар
Камиј Талар (фр. Camille d'Hostun, duc de Tallard; 14. фебруар 1652 – 30. март 1728. година) био је француски маршал.
У рату за шпанско наслеђе командовао је 1703. године трупама на Рајни, победио принца Хесенског код Шпајера и освојио Ландау, али је у бици код Блиндхајма од 13. августа 1704. године, командујући француским десним крилом, поражен и заробљен. Провео је седам година у Енглеској, али га је после повратка француски краљ Луј XIV одредио тестаментом за члана Регентског савета, а 1726. године постао је и државни министар.